# Johann Philipp Kirnberger

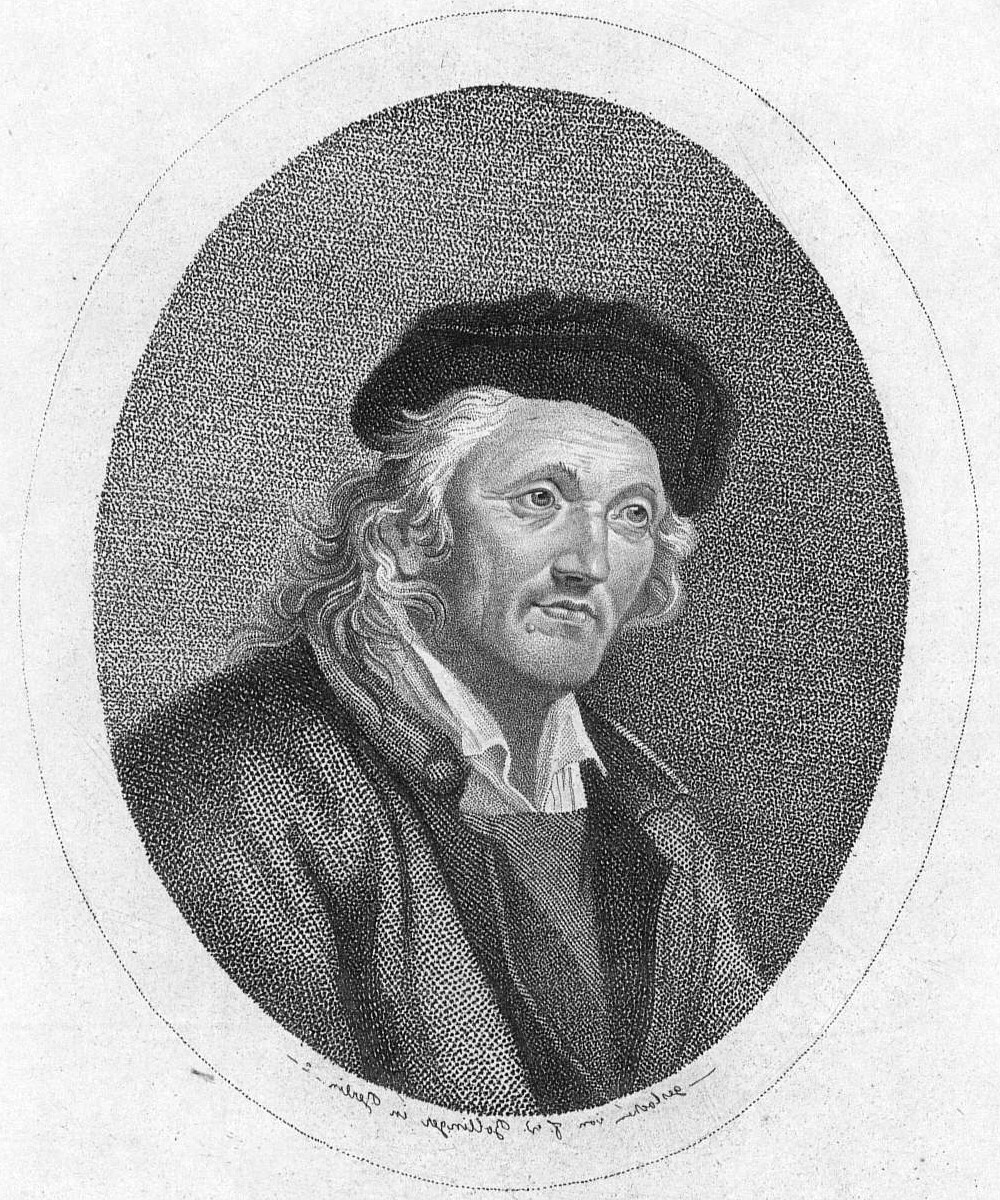
Johann Philipp Kirnberger

Johann Philipp Kirnberger (* 24. April 1721 in Saalfeld/Saale; † 27. Juli 1783 in Berlin) war ein deutscher Musiktheoretiker und Komponist.

## Leben
Johann Philipp Kirnberger erhielt bereits in früher Kindheit Violin- und Clavierunterricht. Nach dem Besuch der Lateinschule in Coburg ging er zu Johann Peter Kellner nach Gräfenroda, um seine Musikkenntnisse zu vervollkommnen. Ein späterer Lehrer und Förderer war der Hoforganist Heinrich Nikolaus Gerber in Sondershausen.
Für das Jahr 1741 ist ein kurzer Aufenthalt Kirnbergers in Leipzig dokumentiert. Eine mögliche Lehre bei Johann Sebastian Bach ist umstritten und nicht belegbar. Nach einem kurzen Aufenthalt in Dresden begab er sich für einen längeren Zeitraum (1741 bis 1751) nach Polen, wo er in verschiedenen Positionen unter anderem als Cembalist und Kapellmeister tätig war.
Mitte der 1750er Jahre kehrte Kirnberger nach Deutschland zurück, um Unterricht im Violinspiel zu nehmen. Nach einer Anstellung als Geiger in der königlichen Kapelle in Potsdam schloss er sich später der Kapelle des Markgrafen Heinrich in Rheinsberg an. Bis zu seinem Tod nahm er daraufhin 1758 die Position als Lehrer für Komposition bei Anna Amalie von Preußen wahr und fungierte darüber hinaus als Kapellmeister und musikalischer Berater am Preußischen Hof. Während dieser Zeit entstand der Großteil seiner Kompositionen.
Seine Kammermusik besteht in erster Linie aus Flötensonaten und Triosonaten; eine Flötensonate in es-Moll ist wohl als Kirnbergers bedeutendstes Werk zu bezeichnen. Eine Gesamtausgabe der Flötensonaten und anderer Werke von Kirnberger erschien im Amadeus Verlag.
Kirnberger hat insgesamt drei temperierte Stimmungen konstruiert. Die ausgeglichenste, dritte Stimmung wird häufig als Kirnberger-Stimmung bezeichnet.
Durch Kirnbergers Sammeltätigkeit ist eine ganze Reihe von Werken Johann Sebastian Bachs überliefert – am bekanntesten ist die sogenannte Kirnberger-Sammlung mit den Choralbearbeitungen BWV 690–713.

## Fortleben
In dem Film Trenck – Zwei Herzen gegen die Krone (2003) wird die Figur Kirnbergers von Rolf Hoppe gespielt.

## Werke

### Kompositionen

#### Werke für Orchester
- Sinfonia für 2 Hörner, Streicher und Basso continuo D–Dur
- Sinfonia B-Dur

#### Werke für Flöte und Basso continuo
- Sonate Nr. 1 für Flöte und Bass continuo C-Dur (Berlin 1767, Wever)
- Sonate Nr. 2 für Flöte und Bass continuo C-Dur (Berlin 1769, Winter)
- Sonate Nr. 3 für Flöte und Bass continuo es-Moll
- Sonate Nr. 4 für Flöte und Bass continuo e-Moll
- Sonate Nr. 5 für Flöte und Bass continuo F-Dur (Berlin 1763, Birnstiel)
- Sonate Nr. 6 für Flöte und Bass continuo G-Dur (Berlin 1761, Birnstiel)
- Sonate Nr. 7 für Flöte und Bass continuo G-Dur (Berlin 1767, Wever)
- Sonate Nr. 8 für Flöte und Bass continuo G-Dur (Berlin 1769, Winter)
- Sonate Nr. 9 für Flöte und Bass continuo g-Moll (Berlin 1761, Birnstiel)
- Sonate Nr. 10 für Flöte und Bass continuo B-Dur (Berlin 1763, Birnstiel)

#### Werke für Violine und Basso continuo
- Sonate Nr. 1 für Violine und Basso continuo C-Dur
- Sonate Nr. 2 für Violine und Basso continuo c-Moll

#### Weitere Werke für Soloinstrument und Basso continuo
- Sonate für Violoncello und Basso continuo C-Dur (Berlin 1769, Winter)
- Sonate für Oboe und Basso continuo B-Dur (Berlin 1769, Winter)

#### Kammermusik
- Allegro, für das Clavier alleine, wie auch für die Violin mit dem Violoncell zu accompagniren von Johann Philipp Kirnberger componirt und vertheidiget, Georg Ludwig Winter, Berlin, 1759 RISM ID: 990033652 (Digitalisat der Staatsbibliothek zu Berlin)
- Musicalischer Circul für das Clavier die Violin oder Flûte traversière, Sauerbrey, Berlin RISM ID: 990033653
- XII Minuets pour 2 violons, 2 hautbois, 2 flûtes allemandes, 2 corps [!] de chasse et la basse continue, Georg Ludwig Winter, Berlin, 1762 RISM ID: 990033644
- 10 Triosonaten für Flöte/Violine, Violine und Basso continuo

#### Werke für Tasteninstrumente
- Clavierübungen, mit der Bachischen Applicatur, in einer Folge von den leichtesten bis zu den schwersten Stücken, Friedrich Wilhelm Birnstiel, Berlin, 1761 RISM ID: 990033660
- Klaviersonate in D-Dur
- Klaviersonate in G-Dur
- Acht Fugen für Klavier (Cembalo) und Orgel
- 10 Variationen über „Ich schlief, da träumte mir“
- „Gelobet seist du, Jesu Christ“, Orgelchoral
- „Was Gott tut, das ist wohlgetan“, Orgelchoral

#### Vokalmusik
- „Erbarm dich unser Gott“, Motette nach den Psalmen 50 und 51

### Schriften
- Der allezeit fertige Polonoisen- und Menuettencomponist. Winter, Berlin 1757, (Digitalisat).
- Die 112 musikalischen Artikel in: Johann Georg Sulzer: Allgemeine Theorie der Schönen Künste. Theil 1: A bis J. M. G. Weidemanns Erben und Reich, Leipzig 1771, (Digitalisat).
- Die Kunst des reinen Satzes in der Musik. 2 Teile. Voß, Berlin 1771–1779.
- Die wahren Grundsätze zum Gebrauche der Harmonie. Decker u. a., Berlin u. a. 1773, (Digitalisat).
- Grundsätze des Generalbasses als erste Linien zur Composition. Hummel, Berlin 1781, (Digitalisat).
- Anleitung zur Singecomposition mit Oden in verschiedenen Sylbenmaassen begleitet. Decker, Berlin 1782, (Digitalisat).
- Gedanken über die verschiedenen Lehrarten in der Komposition, als Vorbereitung zur Fugenkenntniß. Decker, Berlin 1782, (Digitalisat).
- Methode Sonaten aus ’m Ermel zu schüddeln. Birnstiel, Berlin 1783, (Digitalisat).